# Mod perl
mod_perl ist ein freies optionales Modul für den Apache Webserver, welches einen Perl-Interpreter in den Webserver integriert. Auf diese Weise können Perl-Skripte für dynamische Web-Inhalte ausgeführt werden, ohne dass für jede HTTP-Anfrage der Perl-Interpreter neu gestartet werden muss. Bestehende CGI-Skripte können dank einer Emulationsschicht weiterverwendet werden. Außerdem lassen sich damit einfach neue Module für den Apache Webserver erstellen. mod_perl ermöglicht aber auch exotische Features wie die Verwendung von Perl in der Apache-Konfigurationsdatei.
mod_perl ist unter der Apache-Lizenz frei verfügbar und wird von der Apache Software Foundation gepflegt.

## Alternativen
Alternativ wird die Ausführung von Perl-Scripten auf Webservern auch mit FastCGI beschleunigt. Gegenüber mod_perl hat dies den Vorteil, dass das Script nicht zwangsläufig mit den Benutzerrechten des Webserver-Prozesses, sondern unter einer anderen Benutzerkennung laufen kann. Besonders für Massenwebhoster stellt dies einen wesentlichen Gewinn an Sicherheit dar.
Auch für ähnliche Scriptsprachen wie Perl existieren vergleichbare Techniken; für PHP nennt sich das zugehörige Apache-Modul mod php, für Python heißt es mod_python.